# Relations entre l'Égypte et les États-Unis
Les relations entre l'Égypte et les États-Unis font référence aux relations diplomatiques entre la république arabe d'Égypte et les États-Unis. Les deux pays sont membres des Nations unies. Depuis la fin des années 1970, leurs relations bilatérales sont marquées par de fortes affinités entre les deux États, sur le plan diplomatique, comme sur le plan économique et commercial.

## Chronologie des relations diplomatiques

### Sous la présidence de Nasser
En 1956, à l'instar de l'Union soviétique, les États-Unis ont soutenu le gouvernement égyptien lors de la crise du canal de Suez, aboutissant l'évacuation des troupes françaises et britanniques du territoire égyptien. Les années suivantes, le soutien de plus en plus appuyé des États-Unis à Israël pousse l'Égypte à se rapprocher de l'Union soviétique, bien qu'étant officiellement un état non-aligné gardant des relations diplomatiques actives entre les deux puissances mondiales.

### Sous la présidence d'Anouar el-Sadate

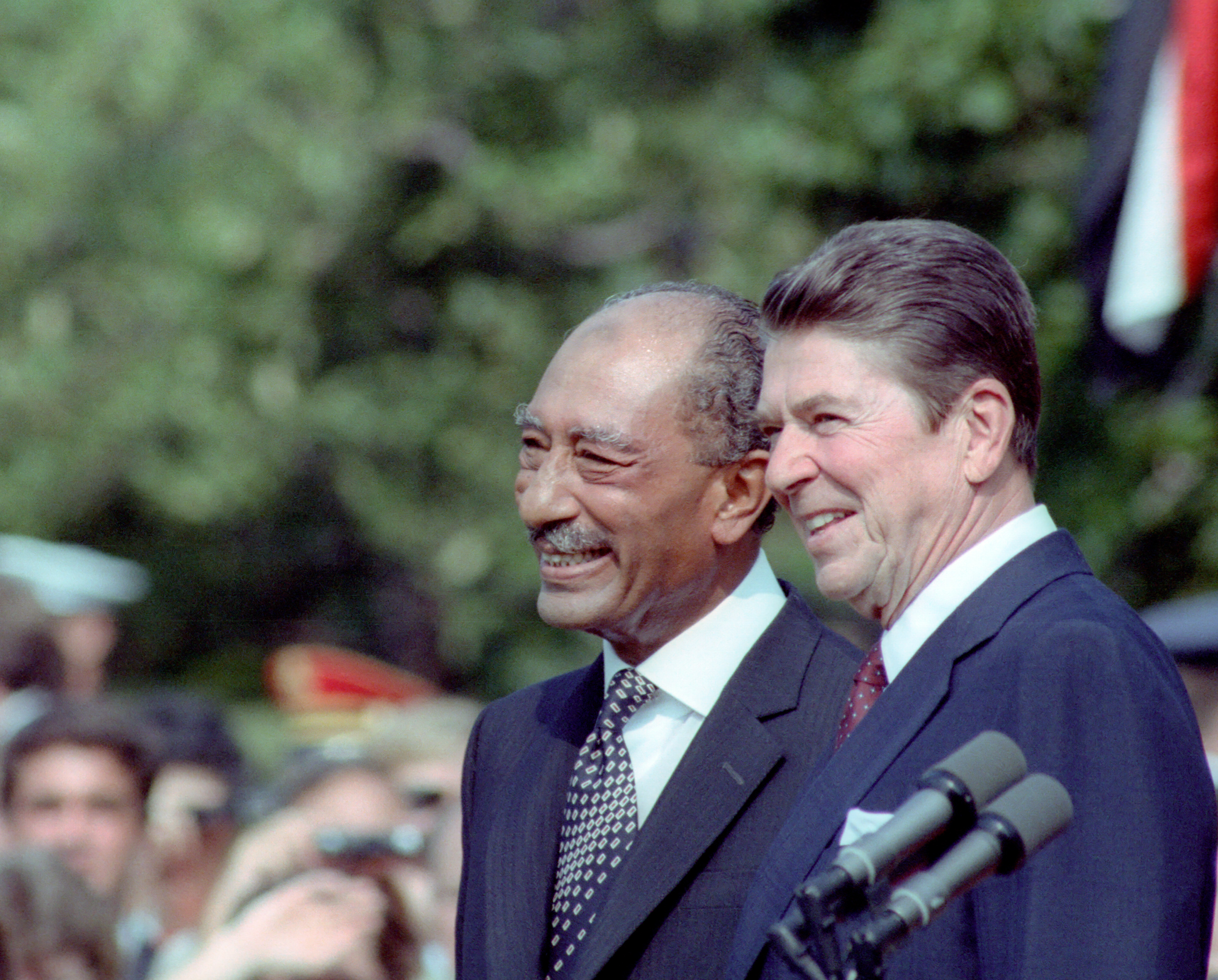
Les président égyptiens et américains Anouar et-Sadate et Ronald Reagan en 1981

L'Égypte se rapproche des États-Unis dans les années 1970 sous la présidence de Sadate, marquée par la rupture du traité d'amitié entre l'Égypte et l'Union soviétique en 1976 et les accords de paix signés entre l'Égypte et Israël à Washington en 1979. 
En août 1981, Anouar et-Sadate se rend aux États-Unis et rencontre le président américain Ronald Reagan. Depuis la rupture entre l'Égypte et l'Union soviétique, Sadate adopte un discours résolument pro-américain, déclarant partager les préoccupations américaines concernant l'expansionnisme soviétique. La même année, Sadate est assassiné par des membres du jihad islamique égyptien, et remplacé à la présidence par son vice président Hosni Moubarak, qui restera au pouvoir jusqu'en 2011.
Sous la présidence de Ronald Reagan aux États-Unis (1981-1989), l'Égypte est le premier pays d'Afrique récipiendaire de l'aide financière américaine.

### Depuis la fin de la guerre froide
En 1991, l'Égypte participe à la coalition militaire internationale constituée par les États-Unis contre l'Irak pendant la guerre du Golfe.
Le 4 juin 2009, le président américain Barack Obama se rend en Égypte et prononce à l'université du Caire un discours intitulé « Un nouveau départ » (« A New Beginning »), ou il déplore notamment la « guerre froide qui s'est trop souvent déroulée par acteurs interposés, dans des pays à majorité musulmane et au mépris de leurs propres aspirations ».
Début 2011, pendant la révolution égyptienne, le sous-secrétaire d'État aux Affaires politiques, William Burns, déclare que les États-Unis souhaitent rester un « solide allié de l'Égypte et des Égyptiens », en se tenant à leur côté dans cette phase de « transition vers la démocratie ». Quelques mois plus tard, le président Barack Obama promet d'effacer un milliard de dollars de la dette égyptienne et de lui fournir un autre milliard de dollars d'aide.
En juin 2012, la secrétaire d'État américaine Hillary Clinton félicite Mohamed Morsi pour son élection, tout en appelant à le « poursuite de la voie vers la transition démocratique » en Égypte. 
Les relations entre les deux États se détériorent brièvement à la suite du coup d'État du 3 juillet 2013 qui amène l'année suivante Abdel Fatah Al Sissi à la présidence en Égypte. L'aide militaire américaine à l'Égypte est en partie suspendue en 2013 par le président Barack Obama, en réaction à la répression exercée contre les partisans de l'ex-président Mohamed Morsi.
En juin 2014, à la suite de l'élection du président égyptien Abdel Fattah al-Sissi, les États-Unis se déclarent prêt à travailler avec le nouveau gouvernement, tout en reconnaissant l'élection présidentielle conforme à la loi égyptienne.
L'aide militaire octroyée par les États-Unis à l'Égypte est rétablie en mars 2015 avec une enveloppe de 1,3 milliard de dollars par an.

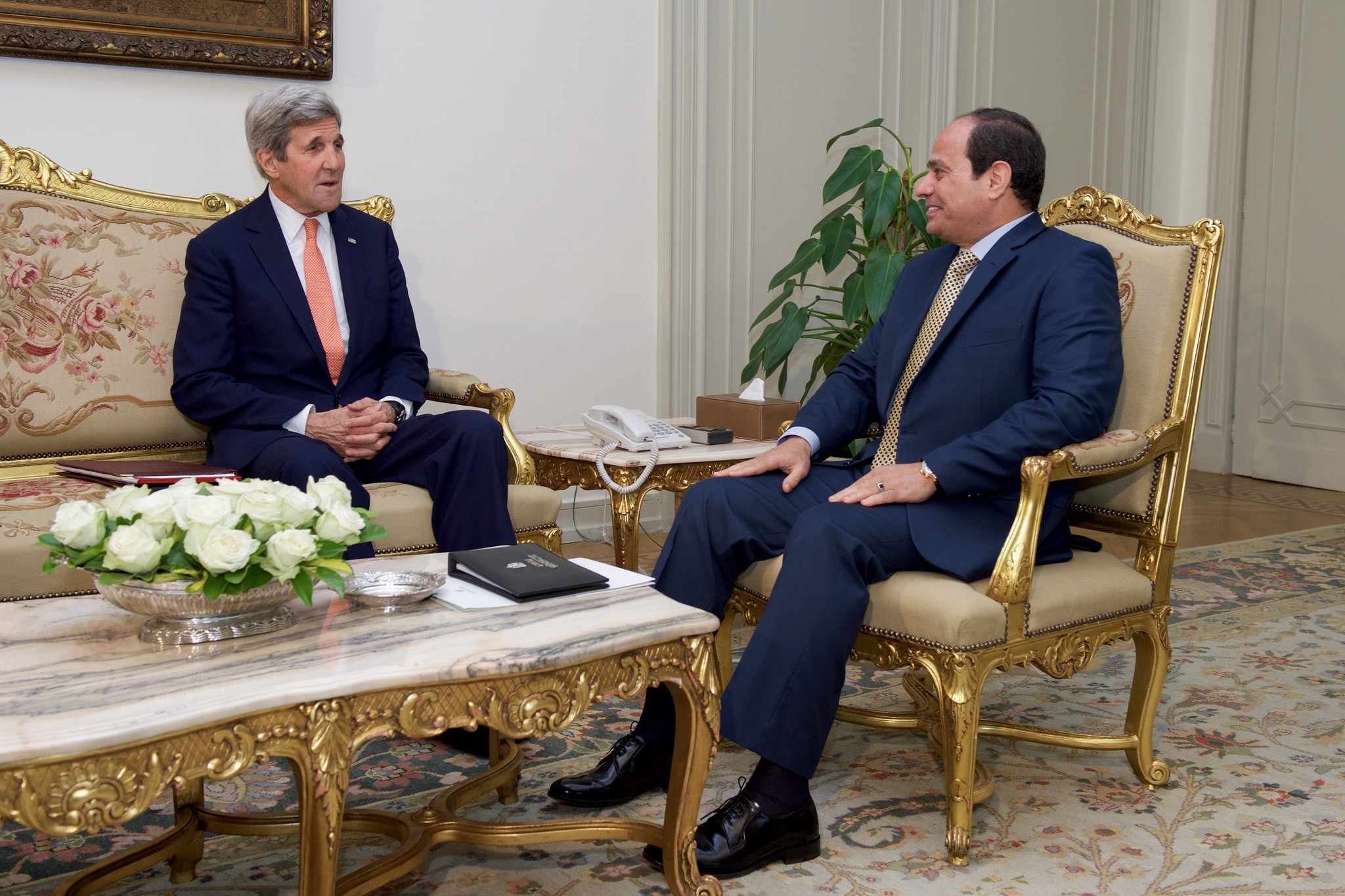
Le secrétaire d'État des États-Unis John Kerry en compagnie du président égyptien Abdel Fattah al-Sissi au Caire en 2016

En 2017, les États-Unis décident à nouveau de geler une aide de 96 millions de dollars à l'Égypte et retarder l'octroi de 195 millions de dollars d'aide militaire, en raison de préoccupations liées au dossier des droits de l'Homme. L'aide est finalement débloquée par Donald Trump en juillet 2018.
Donald Trump et Abdel Fattah al-Sissi se rencontrent le 9 avril 2019 à la Maison-Blanche pour une rencontre consacrée à la lutte contre le terrorisme et au développement des relations commerciales entre les deux États.
En janvier 2022, les États-Unis ont décidé de geler 130 millions de dollars d'aide à l'Égypte en raison de préoccupations relatives aux droits de l'homme. En outre, l'Égypte n'a pas complété les exigences de l'aide militaire étrangère de 130 millions de dollars en attente depuis septembre 2021.

## Domaines de coopération

### Aide financière octroyée par les États-Unis à l'Égypte
Entre 1948 et 2011, l'aide cumulée octroyées à l'Égypte par les États-Unis s'élève à plus de 70 milliards de dollars, faisant de l'Égypte le deuxième pays étranger le plus aidé par les États-Unis après Israël.
L'aide militaire est la plus importante représentant près de 1,3 milliard de dollars par an. Cette aide couvre 80 % des dépenses d'équipements de l'armée égyptienne, et concerne essentiellement des contrats passés avec des industriels de la défense américains. La coproduction du char d'assaut M1A1 Abrams est l'une des pierres angulaires de cette aide versée à l'Égypte en 2013, avait prévu d'en acquérir 1200. Une partie des pièces de ces chars est produite aux États-Unis puis envoyée en Égypte pour être assemblée dans la banlieue du Caire.
L'argent est également alloué aux infrastructures, à la création d'emplois et aux investissements dans les petites et moyennes entreprises.

### Autres domaines de coopération
En avril 2020, l'Égypte envoie une aide médicale aux États-Unis pour lutter contre la pandémie Covid 19.